# Ausztrál lábatlangekkó
Az ausztrál lábatlangekkó (Lialis burtonis) a hüllők (Reptilia) osztályába, a  pikkelyes hüllők (Squamata) rendjébe és a gyíkok (Sauria)  alrendjébe és a lábatlangekkó-félék (Pygopodidae) családjába tartozó faj.

## Előfordulása
Ausztrália, Indonézia és Pápua Új-Guinea területén honos.

## Alfajai
- Lialis burtonis burtonis
- Lialis burtonis jicari